# Estella Warren
Estella Dawn Warren (Peterborough, 23 dicembre 1978) è un'attrice, modella e nuotatrice artistica canadese.

## Biografia

### Nuoto sincronizzato
Nata nell'Ontario, figlia di un rivenditore di auto usate e di una maestra elementare, ha rappresentato il Canada nel nuoto sincronizzato al Campionato Mondiale Acquatico giovanile.
Si è trasferita a Toronto a dodici anni per allenarsi con la squadra nazionale di nuoto sincronizzato. Ha fatto parte della squadra nazionale canadese di tale disciplina, arrivando a un passo dalla convocazione alle olimpiadi di Atlanta (guadagna la medaglia di bronzo ai mondiali giovanili di nuoto del 1995), prima di scegliere definitivamente il mondo dello spettacolo.

### Moda
Viene notata da un agente, che invia una Polaroid ad una agenzia di New York, con la quale inizia la sua carriera di modella.
Appare su importanti riviste come Sports Illustrated Swimsuit Issue, Vogue, Elle, Marie Claire, Mademoiselle, GQ, Esquire, Flare, Cosmopolitan, Maxim, InStyle, Allure, Harper's Bazaar e Vanity Fair.
Sfila per Inès de la Fressange, Kenzo, Norma Kamali, Yves Saint Laurent, Sonia Rykiel, Paul Smith, Matthew Williamson, Bella Freud, Yohji Yamamoto, Rifat Ozbek, Isabel Marant.
È stata volto di brand come Victoria's Secret, Perry Ellis, De Beers, Cacharel, Cartier e della nota campagna pubblicitaria del celebre profumo Chanel Nº 5, girata alla fine degli anni 1990 dal regista Luc Besson.
Ha lavorato con i fotografi Ellen von Unwerth, Jean-Paul Goude, Arthur Elgort, Gilles Bensimon, Irving Penn, Patrick Demarchelier e Walter Chin.

### Cinema
Inizia la sua carriera d'attrice nel 2001 al fianco di Sylvester Stallone in Driven e nel remake de Il pianeta delle scimmie di Tim Burton. Nel 2003 recita in The Cooler e in Kangaroo Jack - Prendi i soldi e salta. Nel 2005 interpreta in Law & Order: Special Victims Unit l'episodio 7×02, Design e subito dopo nella serie madre Law & Order l'ep 16x2, Flaw, che è sia un crossover con il precedente, sia la sua conclusione. 
Fa una apparizione nel secondo episodio della serie televisiva Mental.
Nel 2011 appare nel video musicale I Need a Doctor di Dr. Dre featuring Eminem.

## Arresto
Il 24 maggio 2011, la Warren è stata arrestata a Los Angeles dopo aver presumibilmente colpito tre auto parcheggiate con la sua Toyota Prius e aver poi lasciato la scena. Alla fine la polizia l'ha trovata e arrestata per guida sotto l'influenza dell'alcol. Durante il suo arresto pare abbia preso a calci un ufficiale e abbia resistito all'essere ammanettata. Più tardi, alla stazione di polizia dove è stato disposto il suo arresto, è riuscita a sfilare le manette e a correre, ma è stata subito ricatturata. Alla fine è stata accusata di guida in stato di ebbrezza, "colpisci e scappa", aggressione e resistenza ad un ufficiale di polizia. La sua cauzione è stata fissata a 100.000 dollari.
Il 19 agosto 2011, la Warren entrò in stato di "mancata contestazione di guida ubriaca", e le altre accuse furono ritirate; venne condannata alla frequenza di un centro di riabilitazione residenziale per quattro mesi.
Il Dipartimento dello sceriffo della contea di Los Angeles ha erroneamente registrato la data di nascita di Estella Warren come “23 dicembre 1970”, ovvero antedatandola di 8 anni: tale refuso è all’origine di alcune notizie che riportano tale data come sua data di nascita.

## Filmografia

### Cinema
- Fashion Crimes (Perfume), regia di Michael Rymer e Hunter Carson (2001)
- Driven, regia di Renny Harlin (2001)
- Planet of the Apes - Il pianeta delle scimmie (2001)
- Irréversible, regia di Gaspar Noé (2002)
- Giovani assassini nati (2002)
- The Cooler (2003)
- Kangaroo Jack - Prendi i soldi e salta (2003)
- La parola all'accusa (2003)
- Contratto mortale (2004)
- Thats (2004)
- Romantica Jeana (2005)
- The Darwin Awards (2006)
- Pleased (2008)
- Irreversi (2008)
- Blue Seduction (2009)
- Irreversi 2 (2010)
- Jonah Hex, regia di Jimmy Hayward (2010)
- Stranger Within - L'inganno (The Stranger Within), regia di Adam Neutzsky-Wulff (2013)

## Agenzie
- Fotogen Model Agency
- Select Model Management
- Yuli Models
- Elite Model Management - Milano
- Industry Models